# Saratov (fartyg)
Saratov, tidigare Leopold II, var ett ångdrivet lastfartyg som byggdes på Burmeister & Wain i Köpenhamn år 1888 åt Det Forenede Dampskibs-Selskab.
År 1911 såldes Leopold II till Det Nordvest-russiske Dampskibs-selskab, ett dotterbolag till DFDS, och bytte namn till Saratov. Ny  hemmahamn blev Liepāja och fartyget seglade under rysk flagga.
Under första världskriget användes Saratov som lager av tysk militär till vapenstilleståndet den 18 november 1918. Under Lettiska befrielsekriget mobiliserades hon av Kārlis Ulmanis tillfälliga regering och den 10 januari hissades Lettlands flagga på Saratov. 
Efter ett försök till en tyskbaltisk statskupp 16 april 1919 flyttade Ulmanis regering ombord på Saratov och styrde landet därifrån i drygt två månader.
År 1922 bytte fartyget namn till 
Saratoff och övertogs av det statliga Baltic Steam Ship Co i Petrograd. Året efter gick hon på grund och förliste utanför Liepāja.